# Hann Münden (stacja kolejowa)
Hann Münden (niem. Bahnhof Hann Münden) – stacja kolejowa w Hann. Münden, w kraju związkowym Dolna Saksonia, w Niemczech.
Znajduje się na linii Hannover – Kassel i Halle – Hann. Münden.
```
Według 
DB Station&Service
 ma kategorię 6
[
2
]
.
```

## Linie kolejowe
- Linia Hannover – Kassel
- Linia Halle – Hann. Münden